# Veliki Komor
 Veliki Komor  falu Horvátországban Krapina-Zagorje megyében. Közigazgatásilag Mače községhez tartozik.

## Fekvése
Krapinátóltól 12 km-re délkeletre, községközpontjától  3 km-re északnyugatra a Horvát Zagorje területén fekszik.

## Története
Itt feküdt a középkorban a "Kumur" nevű birtok, a mai Veliki Komor, melyet IV. Béla király 1267-ben a Bedekovics családnak adományozott. 1430-ban a család  az adományozó oklevéllel bizonyítja tulajdonjogát a birtokra.
A falunak 1857-ben 499, 1910-ben 801 lakosa volt. Trianonig Varasd vármegye Zlatari járásához tartozott. 2001-ben 453 lakosa volt.

## Nevezetességei
Szent Benedek tiszteletére szentelt templom a falu melletti magaslaton található. A templom a főhomlokzat előtti harangtoronyból, a téglalap alaprajzú hajóból, egy hosszúkás, sokszög záródású szentélyből, a sekrestyéből és az északi falhoz csatlakozó, sokszögzáródású oldalkápolnából áll. A templomot 1661-ben említik először a történelmi források. 1721-ben építették mellé a Szentháromságnak szentelt oldalkápolnát, majd a 19. század elején teljesen helyreállították. A templomberendezése a 17. és a 19. század közötti időszakhoz tartozik.
A Sutinščica-pataktól nyugatra lévő mocsaras réteken található a Sutinsko vára régészeti lelőhely. A lelőhely a Sutinje-szorostól délre fekvő, fontos stratégiai ponton fekszik.  Egy mesterséges magaslatból, egy négyzet alakú torony alapjainak látható maradványaiból és egy védőárokból áll. Tipikus síkvidéki típusú erődítmény, amely írásos dokumentumok és az építészet anyagi maradványai alapján a 16. és a 17. században létesült. A lelőhelyet 1910-ben Vjekoslav Noršić kutatta, a szakirodalomban Gjuro Szabó és Emilij Laszowski írt róla.

## Külső hivatkozások
A község hivatalos oldala